# Runk
Runk (rum. Runcu; ukr. Рунк, Runk) – wieś w Rumunii, w okręgu Suczawa, w gminie Kaczyka. W 2011 roku liczyła 187 mieszkańców. 
Wieś jest zamieszkiwana przez mniejszość polską, która stanowi blisko 23% jej ludności.